# Ida Drougge
Ida Christina Drougge, född 15 augusti 1990 på Lidingö, är en svensk politiker (moderat). Hon är ordinarie riksdagsledamot sedan 2014, invald för Stockholms läns valkrets.

## Biografi
Drougge arbetade som production manager och filmproducent för Martin Borgs under den period han var ”Slöseriombudsman”. Tillsammans producerade de bland annat filmen ”Någon annan betalar” samt boken ”365 sätt att slösa med dina skattepengar”.
Åren 2010–2011 var Drougge ledamot samt valledare för Moderata studenters riksstyrelse. År 2011 efterträdde hon Erik Persson som Moderata studenters ordförande och fick då en ledamotsplats i Moderata ungdomsförbundets förbundsstyrelse. Åren 2012–2014 valdes Drougge in på eget mandat som ledamot i Moderata Ungdomsförbundets förbundsstyrelse.
Drougge har haft kommunala uppdrag i Lidingö kommun sedan 2010 då hon valdes in i kommunfullmäktige. När Drougge var 21 år, 2011, blev hon sedan ordförande för Tekniska nämnden på Lidingö. Idag är hon ledamot i kommunfullmäktige, kommunstyrelse samt planutskott i Lidingö kommun.
Drougge är riksdagsledamot sedan valet 2014. I riksdagen är Drougge ledamot i finansutskottet sedan 2022 samt suppleant i EU-nämnden och skatteutskottet. Hon var ledamot i konstitutionsutskottet 2018–2022 och har varit suppleant i bland annat konstitutionsutskottet, socialförsäkringsutskottet och utbildningsutskottet.

### Webbkällor
- Ida Drougge på Sveriges riksdags webbplats
- "Hon vill bli Moderaternas Gudrun Schyman", Drougge tar efter Schyman och ordnar homeparties, Svenska Dagbladet, 25 juni 2014.
- "Ung vision för ett nytt sverige", Drougge intervjuas som ung makthavare, Plaza kvinna, 19 juli 2018.